# Резистентность (биология)
Резисте́нтность (от лат. resistentia — сопротивление, противодействие) — сопротивляемость (устойчивость, невосприимчивость) организма к воздействию различных факторов — инфекций, ядов, загрязнений, паразитов и т. п. В частности, «неспецифической резистентностью» называют средства врождённого иммунитета.
- Термин чаще применяется в отношении микроорганизмов (возникновение механизмов невосприимчивости к антимикробным лекарственным средствам, к антибиотикам); или растений (к болезням).
- В отношении человека и животных чаще используется термин иммунитет.

Резистентность организма не является постоянной величиной, а зависит от экологических условий, ослабевая при сильном переохлаждении, недостаточном питании, физическом переутомлении. У млекопитающих, впадающих в спячку, во время её отмечена высокая сопротивляемость воздействию инфекций и токсинов; так, даже столь острая инфекция, как чума, у пребывающих в спячке сусликов и сурков принимает латентную форму.

## В педиатрии
Степень резистентности у детей определяют по кратности острых респираторных вирусных инфекций (ОРВИ), перенесённых ребёнком в течение года. В том случае, когда наблюдение было менее продолжительным, оценку резистентности проводят по индексу частоты таких заболеваний, который равен отношению количества перенесённых ребёнком ОРВИ к числу месяцев наблюдения.
Выделяют следующие оценки резистентности: хорошая — кратность ОРВИ не более 3 раз в год (индекс частоты ОРВИ (индекс резистентности, ИР 0-0,32); сниженная — кратность ОРВИ 4-5 раз в год (ИР 0,33-0,49); низкая — кратность ОРВИ 6-7 раз в год (ИР 0,5-0,6); очень низкая — кратность ОРВИ 8 и более раз в год (ИР 0,67 и выше).

## В микробиологии
Резистентность у микроорганизмов — полная или частичная нечувствительность к противомикробным препаратам, в частности антибиотикам, антимикотикам, фторхинолонам и т. д. Может достигаться за счёт биосинтеза микроорганизмом ферментов, инактивирующих лекарственный препарат, либо таким изменением структуры соединений, атакуемых антибиотиком, при котором микроорганизм мог бы продолжать жизнедеятельность в присутствии антимикробного препарата.
Примером первого способа является синтез бактериями бета-лактамаз, разлагающих антибиотики семейства пенициллинов и других бета-лактамных антибиотиков.
Вторым способом защищается от лекарств метициллин-резистентный золотистый стафилококк, опаснейшая внутрибольничная инфекция. У такого стафилококка изменяется структура белка PBP2a, с которым связываются антибиотики пенициллинового ряда. Стафилококк с изменённой структурой белка становится β-лактам-резистентным, то есть устойчивым к воздействию бета-лактамных антибиотиков.

## В ветеринарии
Наиболее сильно естественную сопротивляемость организма понижают неудовлетворительные кормление и условия содержания животных. Также отрицательно влияет отсутствие или недостаток моциона. Возраст и порода животного тоже являются важными факторами резистентности.